# Linlithgowshire (circonscription du Parlement d'Écosse)
Avant les Actes d'Union de 1707, les barons du comté de Linlithgow  élisaient des commissaires pour les représenter au parlement monocaméral d'Écosse et à la Convention des États.
À partir de 1708, le Linlithgowshire est représenté par un membre à la Chambre des communes de Grande-Bretagne.

## Liste des commissaires du comté
- 1628–29 : Thomas Dalyell de Binns[1]
- 1629 : Robert Hamilton de Bathgate[1]
- 1628-33 : Sir Walter Dundas[2]
- 1628–1633, 1630 (convention), 1639 : William Drummond de Riccarton[1]
- 1639–41, 1643–44, 1650 : George Dundas[3],[4]
- 1640–41 : Sir John Stirling de Garden[5]
- 1643–44 : Cochran de Barbachla[3]
- 1644, 1644–47 : Samuel Drummond de Carlowrie[6]
- 1644, 1644–47, 1648 : Laird ode Maner (George Dundas)[4]
- 1645–46 : Laird de Boighall (Hamilton)[6]
- 1646–47, 1648 : Laird de Binning (Hamilton)[4]
- 1649 : William Sandilands de Hilderston[4]
- 1649–50 : George Dundas de Duddingston[4]
- 1661–63, 1667 (convention) : Sir Archibald Stirling de Garden, Lord Garden, sénateur du College of Justice[7]
- 1661, 1685–86, 1689 (convention), 1689–98 : Thomas Drummond de Riccarton (mort vers 1699)[8]
- 1665 (convention), 1667 (convention), 1669–74 : Sir Walter Seton de Abercorn[9]
- 1669-74 : James Dundas de Morton[10]
- 1678 (convention), 1681–82, 1685–85 Tam Dalyell des Binns (mort en 1685)[11]
- 1678 (convention) : William Sharp de Houston[12]
- 1681–82: John Hope de Hopeton[13]
- 1686, 1689 (convention), 1689–1701, 1702–03 : Patrick Murray de Livingston (mort vers 1703)[8],[14]
- 1700–02, 1703–07 : Thomas Sharp de Houston[8],[14]
- 1702–03 : Charles Hope de Hopeton (mort vers 1703)[14]
- 1704–07 : John Montgomerie de Wrae[15]